# El Robot de Peppa Pig
El Robot de Peppa Pig es el primer robot educativo dirigido al público infantil, que usa una licencia de un personaje de animación. Este hecho tiene especial relevancia porque facilita su adopción por parte de los niños, al combinar el atractivo de un robot con un personaje que les resulta conocido.

## Antecedentes
Los robots educativos destinados a la etapa de infantil (de 3 a 6 años), a veces también llamados robots de suelo, tienen como objetivo iniciar a los niños en la programación, familiarizarlos con el uso de robots y trabajar distintos contenidos educativos representados, típicamente, en tapetes. Permiten desarrollar el pensamiento computacional y la orientación espacial, como estrategia para la resolución de problemas.
El primer robot de este tipo fue BeeBot, lanzado en Reino Unido en 2008, con escaso recorrido comercial. En 2016, la editorial Editorial Luis Vives lanzó, en colaboración con la empresa de robótica social Adele Robots, NEXT, que se introdujo rápidamente en 10.000 aulas de educación infantil en España.
En 2018 llega al mercado El Robot de Peppa Pig, siguiendo la estela de los robots predecesores.

## Diseño
Todos los robots de suelo hasta 2018, llevan los botones de programación en el cuerpo del robot. Por el contrario, El Robot de Peppa Pig, dispone de un dispositivo externo a modo de control remoto, donde se alojan los botones de programación. Este dispositivo tiene forma de estrella amarilla, a la que se le puede enroscar un mango, componiendo así uno de los elementos del universo Peppa Pig Hada, la varita mágica.
Los robots precursores incorporaban directamente las ruedas tractoras al animal que representaban (una abeja en el caso de BeeBot o una rata en el caso de Point&Click). En contraposición, El Robot de Peppa Pig monta a su personaje en un dispositivo, tipo Scooter o Segway, que ya dispone de ruedas en su configuración usual.
En su formato original, la caja incluía tres tapetes de contenidos, en formato puzle, lo que permitía una variedad de combinaciones. Las temáticas eran sobre los miembros de la familia, las profesiones y los medios de transporte, siempre ilustrados con elementos del Universo de Peppa Pig. Asimismo, se incluía un mazo de cartas con actividades de distintos niveles para iniciarse en el juego.

## Funcionamiento
Las cartas de actividades sugieren retos, p.e. localiza a Mamá Pig y programa El Robot de Peppa para que llegue hasta Papá Pig. Las cartas pueden ser leídas por el niño, si ha desarrollado esta habilidad, o por un adulto. La actividad consiste en colocar el robot en el lugar indicado y establecer la secuencia lógica de órdenes para completar el reto. Las órdenes posibles son Avanzar, Retroceder, Girar 90° a la derecha, Girar 90° a la izquierda y esperar. Las órdenes se introducen mediante los botones localizados en la Varita Mágica, que dispone de dos botones adicionales, ejecutar el programa introducido, y borrar el programa.